# Mukura (Provincia Meridionale)
Mukura, è un settore (imirenge) del Ruanda, parte della Provincia Meridionale e del distretto di Huye.